# Służby specjalne (film)
Służby specjalne – polski dramat kryminalno-sensacyjny z 2014 roku w reżyserii Patryka Vegi.
Równolegle z filmem powstał także 5-odcinkowy miniserial telewizyjny.

## Fabuła
Gdy w 2006 roku dochodzi do likwidacji Wojskowych Służb Informacyjnych, politycy orientują się, że pozbawiono Polskę oczu i uszu. Zostaje stworzona nowa, tajna jednostka do zadań specjalnych. Trafiają do niej m.in. niepokorna, wyrzucona z ABW podporucznik (Olga Bołądź), kapitan, który wrócił z misji w Afganistanie (Wojciech Zieliński) oraz były pułkownik SB (Janusz Chabior). Pracując nad aferami z pierwszych stron gazet będą musieli zmierzyć się z demonami przeszłości. Pewnego dnia odkryją, że tak naprawdę nie wiedzą dla kogo pracują.

## Obsada
- Olga Bołądź – podporucznik Aleksandra Lach „Białko”
- Janusz Chabior – pułkownik Marian Bońka
- Wojciech Zieliński – kapitan Janusz Cerat
- Wojciech Machnicki – generał brygady Romuald Światło
- Andrzej Grabowski – przeor zakonu
- Eryk Lubos – Rafun
- Kamilla Baar – Joanna, żona Cerata
- Beata Kawka – dyrektor departamentu ABW
- Agata Kulesza – Anna Czerwonko, lekarz onkolog

i inni